# Gorjjajávri
Gorjjajávri, enligt tidigare ortografi Kårjajaure, är en sjö i Gällivare kommun i Lappland och ingår i Kalixälvens huvudavrinningsområde. Sjön har en area på 2,4 kvadratkilometer och ligger 760 meter över havet. Sjön avvattnas av vattendraget Čuolddajohka.

## Delavrinningsområde
Gorjjajávri ingår i det delavrinningsområde (751610-162952) som SMHI kallar för Utloppet av Kårjajaure. Medelhöjden är 801 meter över havet och ytan är 11,72 kvadratkilometer. Räknas de 2 avrinningsområdena uppströms in blir den ackumulerade arean 45,16 kvadratkilometer. Čuolddajohka som avvattnar avrinningsområdet har biflödesordning 2, vilket innebär att vattnet flödar genom totalt 2 vattendrag (Kaitumälven och Kalixälven) innan det når havet efter 402 kilometer. Avrinningsområdet består mestadels av kalfjäll (71 procent). Avrinningsområdet har 2,47 kvadratkilometer vattenytor vilket ger det en sjöprocent på 21,1 procent.